# القسطر المركزي المدخل طرفيا

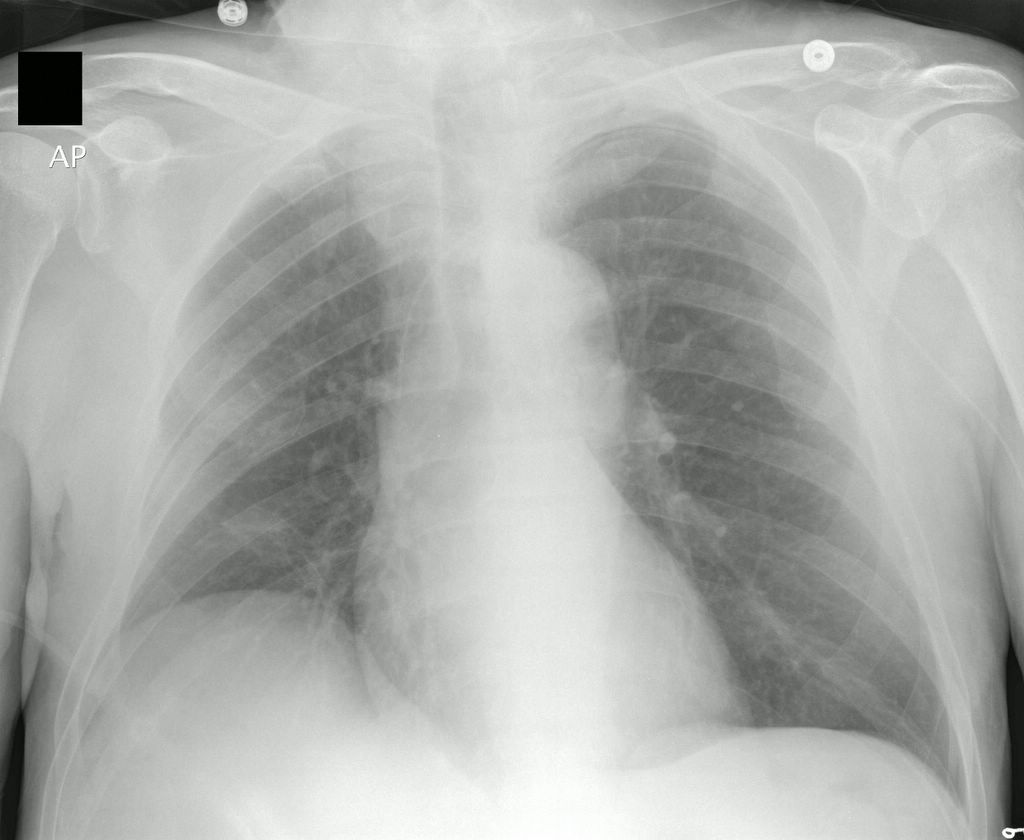
أشعة سينية على الصدر توضح طرف القسطار المركزي المدخل طرفياً في الوريد الأجوف العلوي

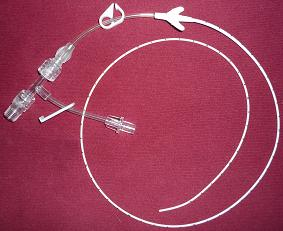
صورة نموذجية للقسطارالمركزي المدخل طرفياً : لاحظ المشبك اليدوي عند القمة

القسطار المركزي المدخل طرفياً، والذي يطلق عليه أحيانا (قسطار مركزي مستقر عن طريق الجلد) هو طريقة للدخول عبر الوريد والتي يمكن أن تستخدم لفترة طويلة (مثل: العلاج الكيماوي طويل المدى، المضادات الحيوية الممتدة لفترة طويلة أو التغذية الكلية عن طريق الوريد)، وكذلك يستخدم لإدخال مواد للجسم لا يمكن حقنها طرفيا (مثل: الأدوية المضادة لضغط الدم المنخفض والتي تعرف بروافع الضغط). يتم إدخال القسطار للجسم عن طريق الجلد من خلال وريد طرفي، ويتم مدها حتى الوريد الأجوف العلوي (وريد مركزي كبير)، ويظل في هذا المكان لمدة أيام أو أسابيع (ساكن في الأوردة).
تم استخدامه لأول مرة عام 1975  ويعد بديلا للقسطار الوريدي المركزي المستخدم في الأوردة الكبيرة مثل وريد تحت الترقوة والوريد الوداجي الباطن والوريد الفخذي. بملاحظة أنه قد يتسبب إدخال القسطار عن طريق الوريد الوداجي أو وريد أسفل الترقوة في الاسترواح الصدري (تسرب هواء في الغشاء البللوري للرئة)، بينما لا يتسبب القسطار المركزي المدخل طرفيا في نفس المشكلة بسبب طريقة إدخاله.

## الاستخدامات الطبية
يستخدم القسطار المركزي المدخل طرفيا بشكل صحيح للمرضى الذين يعانون بشدة ويحتاجون مدة علاج أكثر من أسبوعين.

## الآثار الجانبية
تتضمن الآثار الجانبية العدوى وجلطات الدم.
وقد تحدث مضاعفات أخرى مثل انسداد القسطار والتهاب الأوردة والنزيف. تستخدم ادوية مثل يوروكينيز "urokinase" أو جرعة صغيرة من منشط بلازمينوجين النسيجي low dose tPA" لإزالة هذا الانسداد. وقد يحدد نوع الانسداد أي نوع من الأدوية يمكن استخدامه لإزالة الانسداد (سواء كان الانسداد بسبب ترسب طبي أو بسبب جلطة). ويراعى للتقليل من مخاطرة العدوى وخاصة عدوى الدم أن يلتزم الأشخاص المسؤولون عن إدخال القسطار بإجراءات صارمة لمنع العدوى.

## الإدخال

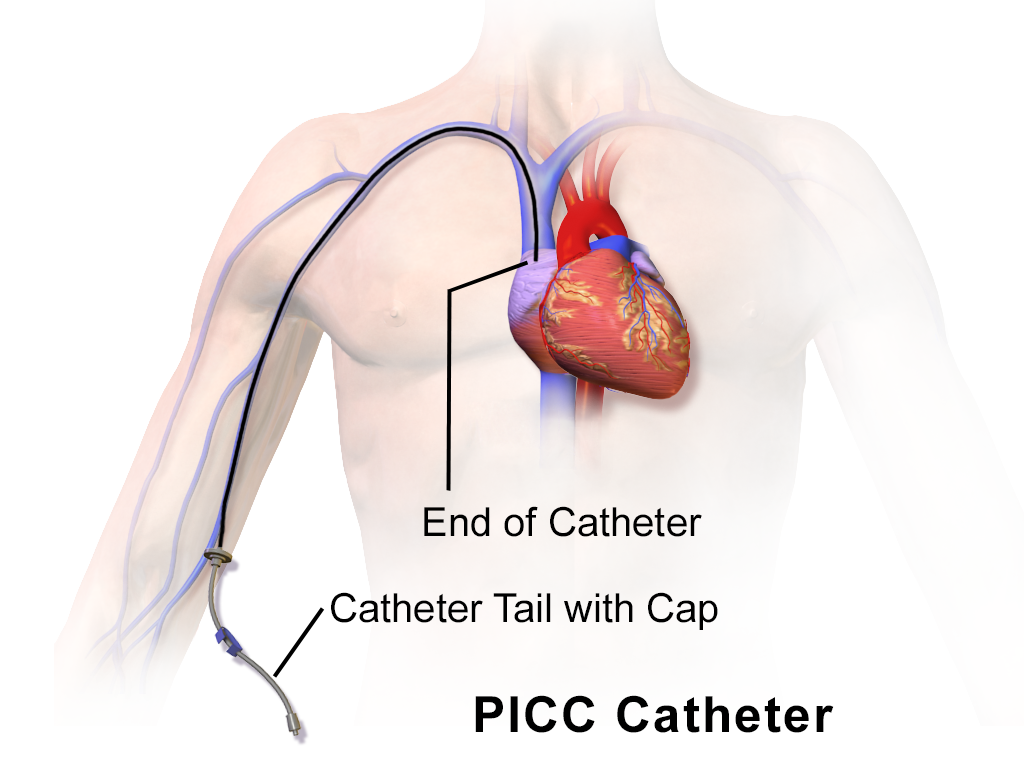
رسم توضيحي لقسطار مركزي مدخل طرفيا وقد تم إدخاله بشكل كامل

يتم إدخال القسطار عن طريق وريد طرفي في الذراع مثل الوريد البازلي أو الوريد الرأسي أو الوريد العضدي، ثم يتم دفعه باتجاه الرأس خلال الأوردة المتزايدة في الحجم تدريجيا، حتى تصل مقدمة القسطار عند طرف الوريد الأجوف العلوي أو نقطة الاتصال بين الوريد الأجوف والأذين.
عادة ما يتم إدخال القساطر المركزية المدخلة طرفيا عن طريق أطباء أو مساعدين أطباء أو مساعدين أطباء اختصاصيين بالأشعة (في الولايات المتحدة) أطباء صدرية أو ممرضين ممارسين وخاصة الحاصلين منهم على شهادات مسجلة في هذه التقنية، أو عن طريق فنييى أشعة باستخدام الموجات فوق الصوتية أو الأشعة السينية على الصدر أو التنظير الإشعاعي للمساعدة في عملية الإدخال وتأكيد وصولها للمكان المناسب. وتحتاج عملية إدخال القسطار للتعقيم، ولكن لا تتطلب استخدام غرفة العمليات. عندما يتم إدخال القسطار في غرفة إقامة المريض بالمستشفى لابد من تجهيز بيئة معقمة مناسبة والحفاظ عليها طوال هذه العملية. ولهذا السبب يطلب من الزوار مغادرة الغرفة حتى تكتمل عملية الإدخال، وكذلك يتم استخدام مستحضرات جلدية لتنظيف جلد المريض مكان الإدخال.
يختلف الجزء الذي يتم إدخاله من القسطار في الطول حيث يتراوح من 25 إلى 60 سنتيمتر حتى يكون كافيا لوصول طرف القسطار للمكان المرغوب في معظم المرضى. يتم تصميم بعض القساطر بحيث يتم قصها على حسب الطول المناسب للإدخال بينما البعض الآخر يتم إدخاله حتى العمق المناسب ويظل الطول الزائد منه بالخارج. يحتوي الأنبوب على سلك إرشادي بداخله، يزيد السلك من صلابة الأنبوب (بدونه يكون شديد المرونة) حتى يتمكن من دفعه عبر الأوردة. في النهاية يتم التخلص من السلك بعد الإدخال.
يزود القسطار المركزي المدخل طرفيا ب «جناح» يحوي ثقوبا من أجل الخياطة أو الأدوات اللاصقة التي تثبته في مكانه. تثبيت القسطار يمنع الأنبوب من التحرك بعد إدخاله، حيث أنه بدون ذلك قد يتحرك طرفه إلى موضع غير آمن.

## الاستخدامات
من الممكن أن تظل القساطر المركزية المدخلة طرفيا في مكانها لفترات طويلة تمتد من سبعة أيام إلى أربعة شهور  أو حتى لاثني عشر شهرا ولكن هناك معلومات قليلة متاحة بشأن الإطار الزمني لحياتها الكلية. يتم استخدام القساطر سواء في المستشفيات أو وحدات الرعاية الصحية المجتمعية. ويمكن استخدام القساطر لإدخال التغذية الوريدية الكلية والعلاج الكيماوي والمضادات الحيوية والأدوية الأخرى. ويمكن استخدامها أيضا لأخذ عينات الدم في حال بلغ قطر تجويفها 4 فرنش أو أكثر (طبقا لإرشادات المصنعين آرو وبراد). ولإبقاء تجويف القسطار مفتوحا يجب غسله بانتظام بمحلول ملحي وكذلك يجب غلقه باستخدام الهيبارين أو محلول الملح عند عدم الاستخدام. وتعتمد طريقة الغلق على نوع القسطار والسدادة المطاطية، حيث يحتوي قسطار «جروشونج» على ثلاثة صمامات عند القمة ولذلك فإن الغلق باستخدام الهيبارين غير ضروري، وكذلك لا يوجد مشابك في الطول الخارجي للقسطار. في المقابل فإن قسطار «آرو» يحتوي مشابك على الأنبوب الخارجي ويتطلب الهيبارين لغلقه.  وبالرغم من ذلك فإن استخدام الهيبارين مازال مشكوكا فيه، وتجرى حاليا تجارب سريرية عشوائية للتحقق من أهميته بشكل أفضل. وترتبط أقفال الهيبارين ببعض المضاعفات مثل نقص الصفائح الناجم عن الهيبارين.
يجب عدم قياس ضغط الدم على الذراع المدخل بها القسطار، وقد يسبب ذلك مشكلة في حال كان هناك أسباب لعدم قياس ضغط الدم على الذراع الأخرى مثل وجود تحويلة وعائية للغسيل الكلوي أو وجود جبيرة أو أن الذراع مبتورة أو تم إزالة العقد الليمفاوية بها الخ. وقراءات ضغط الدم على الأرجل غالبا ما تكون أعلى من الذراع بحوالي 10-20%.
تمت الموافقة على أنواع معينة من القساطر المركزية المدخلة طرفيا من قبل منظمة الأدوية والأغذية لاستخدامها لحقن الطاقة. هذه الأنواع التي يشار إليها كقساطر حاقنة للطاقة تم تصميمها لتحمل الضغوط العالية المرتبطة بدراسات المواد الإشعاعية المظللة.
يمكن أيضا استخدام القساطر المكزية المدخلة طرفيا لقياس ضغط الأوردة المركزي والذي يعطي تقدير تقريبي لضغط الدم في الأذين الأيمن للقلب ويعطي معلومات قيمة عن حالة السوائل في الجسم.

## الإزالة
تعتبر إزالة القسطار المركزي المدخل طرفيا عملية سهلة في معظم الأحيان. وبشكل عام فإنه يمكن إزالة أنبوبة القسطار بشكل آمن وسريع بواسطة ممرضة مدربة في منزل العيان نفسه وفي ظرف دقائق. وبعد الإزالة يربط مكان الإدخال بشاش معقم ويحفظ بشكل جاف لمدة أيام قليلة تسمح للجرح أن يلتئم ويبدأ في التعافي. وغالبا ما يتم تغطية مكان الجرح بضمادة لاصقة بعد إزالة الشاش إذا كان الجرح بطيئا في عملية التعافي. يتم إرسال طرف القسطار لتحليل مزرعة ميكروسكوبية وحساسية للمضادات الحيوية إذا كانت حالة المريض الصحية متدهورة في وقت إزالة القسطار. ويتم إرسالها كفحص روتيني في بعض الوحدات.

## مزيد من القراءة
- Bender, C. M., Rosenzweig, M., & Green, E. (2006). "Cancer". In S. Goldsworthy & M. A. Barry. Medical-Surgical Nursing in Canada: Assessment and Management of Clinical Problems (1st Canadian ed.). Mosby: Toronto. (ردمك 0-7796-9969-6).

## روابط خارجية
- وصف وصور لتركيب قسطر مركزي مدخل طرفيًا